# Fietssnelweg F751
De F751 is een vertakking van de Belgisch-Limburgse fietssnelweg F75. Ze verbindt As met Maaseik, niet ver van de grens met Nederland. De F751 maakt deel uit van de Kolenspoorroute en is 17 km lang.
Het traject is volledig verhard en vrij van auto's. De route start aan het station van As. Ze passeert ten noorden van Groot Homo doorheen het Dilserbos en Vossenberg, loopt onder de N771 door in Dilsen-Stokkem, overbrugt de Zuid-Willemsvaart en vindt zijn einde in Maaseik aan de rotonde van de N773. Ter hoogte van Dilsen-Stokkem kruist de fietssnelweg de F78 die Pelt met Lanaken verbindt.
In augustus 2021 werd aan Vossenberg een ecopassage geopend ter hoogte van de N771 tussen Dilsen en Gruitrode waar ook fietsers gebruik van konden maken. Ook de fietsbrug van fietssnelweg F751 over de Kantonsweg in Rotem werd in augustus 2021 ingehuldigd.